# Nouvelle Fédération-Board
Nouvelle Fédération-Board (Rada nových federací) byla nevládní nezisková organizace, sdružující fotbalové reprezentace, které nesplňují některou z podmínek členství ve FIFA. Důvody byly různé: může jít o státy neuznávané mezinárodním společenstvím, o etnika, která neobývají souvislé území, nebo o státečky, kde není dostatečný počet registrovaných fotbalistů. Organizaci založili roku 2003 v Lutychu Jean-Luc Kit a Luc Misson, aktuálně sídlí v Narbonne. NF-Board pořádala od roku 2006 VIVA World Cup, neoficiální mistrovství světa svých členů.

## Členové
NF-Board na svých webových stránkách uváděla čtyřicet členů:
Řádní členové: Tibet, Laponsko, Monako, Kurdistán*, Západní Sahara*, Padánie, Severní Kypr*, Somaliland, Provence*, Čečensko, Gozo, Saugeais, Sealand, Čagosané, Romové, Aramejci, Zanzibar*, Velikonoční ostrov, Casamance, Kiribati, Grónsko, Ambazonie, Západní Papua, Masajové, Okcitánie*, Jižní Dolní Sasko, Cilento, Yap, Jižní Moluky, Rijeka, Valonsko, Sardinie
Provizorní členové: Kaskádie, Franky, Kozáci, Raetie*, Dárfúr*, Skåne, Západní Indie, Obojí Sicílie
U většiny uvedených reprezentací je ovšem sporné, nakolik jsou skutečně aktivní (zpravidla odehrály jeden až dva přátelské zápasy). Jako neoficiální týmy mají potíže s financováním provozu a povoláváním hráčů, což jsou vesměs amatéři. Hvězdičkou jsou proto označeny týmy, které se účastnily zatím posledního VIVA World Cup v roce 2012 (hrál na něm také Tamilský Ílam, který není členem NF-Board).
Členství v organizaci ukončil v roce 2013 Gibraltar, když byl přijat do UEFA.